# Morastrand
Morastrand är den centrala delen av orten Mora och var tidigare en egen ort i Mora socken och Mora landskommun. 
6 oktober 1893 inrättades för orten ett municipalsamhälle, Morastrands municipalsamhälle och från 1908 till 1958 var orten en köpingskommun, Morastrands köping.  
Sedan 1993 har Morastrand en egen plattform för persontåg.
Morastrand var tingsplats i Mora tingslag.